# فولتا سان خوان 2019
فولتا سان خوان 2019 (بالفرنسية: Tour de San Juan 2019)‏ هو سباق دراجات هوائية، وهو الموسم رقم 37 من السباق، وأقيم خلال الفترة 27 يناير 2019، وحتى 3 فبراير 2019، وامتدّ لمسافة 981.4 كيلومتر، وهو أحد سباقات طواف أمريكا للدراجات 2019، وهو من نوع سباق المرحلة، وقد شارك في السباق 167 متسابقاً ووصل إلى نهايته 152 متسابقاً.
فاز فيه بالمركز الأول وينر أنكونا، وبالمركز الثاني جوليان ألافيليب، وبالمركز الثالث أوسكار سبييا ريبيرا.

## الفرق
| فرق عالمية (6)- Bora-hansgrohe - Dimension Data - UAE Team Emirates - Deceuninck-Quick Step - Movistar Team - Lotto Soudal فرق قارية محترفة (5)- كاجا رورال-سيغوروس 2019 ‏ - Israel Cycling Academy - أندروني جوكاتولي-سيدرمك 2019 ‏ - ويلير تريستينا-سيل إيطاليا 2019 ‏ - نيبو-فيني فانتيني-يوربا أوفيني ‏ فرق قارية (7)- مونيسيباليداد دي بوسيتو 2019 ‏ - ترانسبورتيس بويرتاس دي كويو ‏ - Agrupación Virgen de Fátima–San Juan Biker Motos ‏ - مونيسيباليداد دي روسون-سوموس تودوس ‏ - ميديلين 2019 ‏ - Biesse–Carrera ‏ - AP Hotels & Resorts–Tavira–SC Farense ‏ فرق وطنية (8)- فريق الأرجنتين لركوب الدراجات للرجال 2019‏ - فريق المكسيك لركوب الدراجات للرجال 2019‏ - فريق تشيلي لركوب الدراجات للرجال 2019‏ - فريق كوبا لركوب الدراجات للرجال 2019‏ - فريق البرازيل لركوب الدراجات للرجال 2019‏ - فريق الأوروغواي لركوب الدراجات للرجال 2019‏ - فريق بوليفيا لسباق الدراجات على الطريق للرجال 2019‏ - منتخب بيرو الوطني لسباق الدراجات على الطريق للرجال 2019‏ |  |
| |  |

## المراحل
| قائمة المراحل | قائمة المراحل | قائمة المراحل                                         | قائمة المراحل  | قائمة المراحل | قائمة المراحل   | قائمة المراحل   |
| المرحلة       | التاريخ       | الدورة                                                |                | المسافة (كم)  | الفائز بالمرحلة | القائد العام    |
| ------------- | ------------- | ----------------------------------------------------- | -------------- | ------------- | --------------- | --------------- |
| 1             | 27 يناير      | سان خوان – Pocito Department ‏                         | مرحلة مستوية   | 159٫1         | فرناندو جافيريا | فرناندو جافيريا |
| 5             | 1 فبراير      | San Agustín de Valle Fértil ‏ – Alto Colorado ‏         | مرحلة جبلية    | 169٫5         | وينر أنكونا     | وينر أنكونا     |
| 6             | 2 فبراير      | Villa General San Martín ‏ – Villa General San Martín ‏ | مرحلة مستوية   | 153٫5         | Germán Tivani ‏  | وينر أنكونا     |
| 4             | 30 يناير      | San José de Jáchal ‏ – San Agustín de Valle Fértil ‏    | مرحلة جبلية    | 185٫8         | فرناندو جافيريا | جوليان ألافيليب |
| 2             | 28 يناير      | Chimbas ‏ – Lake Punta Negra ‏                          | مرحلة جبلية    | 160٫2         | جوليان ألافيليب | فرناندو جافيريا |
| 3             | 29 يناير      | Aberastain ‏ – Aberastain ‏                             | فردي ضد الساعة | 12            | جوليان ألافيليب | جوليان ألافيليب |
| 7             | 3 فبراير      | سان خوان – سان خوان                                   | مرحلة مستوية   | 141٫3         | سام بينيت       | وينر أنكونا     |

## النتيجة

### مرحلة 1
هي مرحلة مسطحة، أجريت في 27 يناير 2019 فاز بالمرحلة فرناندو جافيريا، ومتصدر الترتيب العام في نهاية المرحلة فرناندو جافيريا.
| التصنيف العام         | التصنيف العام            | التصنيف العام   | التصنيف العام                 | التصنيف العام     |
| الدراج                | الدراج                   | البلد           | الفريق                        | الوقت             |
| --------------------- | ------------------------ | --------------- | ----------------------------- | ----------------- |
| 1.                    | فرناندو جافيريا          | كولومبيا        | فريق الإمارات                 | 3 س 50 دقيقة 02 ث |
| 2.                    | ماتيو مالوسيلي           | إيطاليا         | Caja Rural-Seguros RGA        | + 4 ث             |
| 3.                    | سام بينيت                | جمهورية أيرلندا | بورا هانسغروه                 | + 6 ث             |
| 4.                    | Maximiliano Navarrete ‏   | الأرجنتين       | الأرجنتين                     | + 7 ث             |
| 5.                    | Gerardo Tivani ‏          | الأرجنتين       | Municipalidad de Pocito       | + 7 ث             |
| 6.                    | تياجو ماتشادو            | البرتغال        | Sporting-Tavira               | + 8 ث             |
| 7.                    | Víctor Arroyo ‏           | الأرجنتين       | الأرجنتين                     | + 8 ث             |
| 8.                    | Emiliano Contreras ‏      | الأرجنتين       | Asociación Civil Mardan       | + 9 ث             |
| 9.                    | أليخاندرو أوسوريو (دراج) | كولومبيا        | Nippo-Vini Fantini-Faizanè    | + 9 ث             |
| 10.                   | لوكا باسيوني             | إيطاليا         | Neri Sottoli-Selle Italia-KTM | + 10 ث            |
| مصدر: ProCyclingStats |                          |                 |                               |                   |

### مرحلة 2
هي مرحلة جبلية، أجريت في 28 يناير 2019 فاز بالمرحلة جوليان ألافيليب، ومتصدر الترتيب العام في نهاية المرحلة فرناندو جافيريا.
| التصنيف العام         | التصنيف العام        | التصنيف العام | التصنيف العام                                | التصنيف العام     |
| الدراج                | الدراج               | البلد         | الفريق                                       | الوقت             |
| --------------------- | -------------------- | ------------- | -------------------------------------------- | ----------------- |
| 1.                    | فرناندو جافيريا      | كولومبيا      | فريق الإمارات                                | 7 س 01 دقيقة 32 ث |
| 2.                    | جوليان ألافيليب      | فرنسا         | Deceuninck-Quick Step                        | + 3 ث             |
| 3.                    | سيموني كونسوني       | إيطاليا       | فريق الإمارات                                | + 7 ث             |
| 4.                    | بيتر ساجان           | سلوفاكيا      | بورا هانسغروه                                | + 9 ث             |
| 5.                    | Alonso Gamero ‏       | بيرو          | بيرو                                         | + 12 ث            |
| 6.                    | Ricardo Escuela ‏     | الأرجنتين     | Asociación Civil Agrupación Virgen de Fátima | + 13 ث            |
| 7.                    | Nicolás Tivani ‏      | الأرجنتين     | Asociación Civil Agrupación Virgen de Fátima | + 13 ث            |
| 8.                    | Aleksandr Grigoriev ‏ | روسيا         | Sporting-Tavira                              | + 13 ث            |
| 9.                    | فاليريو كونتي        | إيطاليا       | فريق الإمارات                                | + 13 ث            |
| 10.                   | لوريانو روساس ‏       | الأرجنتين     | Asociación Civil Mardan                      | + 13 ث            |
| مصدر: ProCyclingStats |                      |               |                                              |                   |

### مرحلة 3
هي مرحلة من نوع سباق فردي ضد الساعة، أجريت في 29 يناير 2019 فاز بالمرحلة جوليان ألافيليب، ومتصدر الترتيب العام في نهاية المرحلة جوليان ألافيليب.
| التصنيف العام         | التصنيف العام       | التصنيف العام | التصنيف العام           | التصنيف العام     |
| الدراج                | الدراج              | البلد         | الفريق                  | الوقت             |
| --------------------- | ------------------- | ------------- | ----------------------- | ----------------- |
| 1.                    | جوليان ألافيليب     | فرنسا         | Deceuninck-Quick Step   | 7 س 15 دقيقة 16 ث |
| 2.                    | فرناندو جافيريا     | كولومبيا      | فريق الإمارات           | + 18 ث            |
| 3.                    | فاليريو كونتي       | إيطاليا       | فريق الإمارات           | + 22 ث            |
| 4.                    | رمكو أفينبول        | بلجيكا        | Deceuninck-Quick Step   | + 22 ث            |
| 5.                    | فيليكس جروس شارتنر  | النمسا        | بورا هانسغروه           | + 26 ث            |
| 6.                    | وينر أنكونا         | كولومبيا      | موفيستار                | + 26 ث            |
| 7.                    | بيتر ساجان          | سلوفاكيا      | بورا هانسغروه           | + 32 ث            |
| 8.                    | لوريانو روساس ‏      | الأرجنتين     | Asociación Civil Mardan | + 40 ث            |
| 9.                    | أوسكار سبييا ريبيرا | إسبانيا       | Medellín                | + 41 ث            |
| 10.                   | سيموني كونسوني      | إيطاليا       | فريق الإمارات           | + 44 ث            |
| مصدر: ProCyclingStats |                     |               |                         |                   |

### مرحلة 4
هي مرحلة جبلية، أجريت في 30 يناير 2019 فاز بالمرحلة فرناندو جافيريا، ومتصدر الترتيب العام في نهاية المرحلة جوليان ألافيليب.
| التصنيف العام         | التصنيف العام       | التصنيف العام | التصنيف العام           | التصنيف العام |
| الدراج                | الدراج              | البلد         | الفريق                  | الوقت         |
| --------------------- | ------------------- | ------------- | ----------------------- | ------------- |
| 1.                    | جوليان ألافيليب     | فرنسا         | Deceuninck-Quick Step   |               |
| 2.                    | فرناندو جافيريا     | كولومبيا      | فريق الإمارات           | + 8 ث         |
| 3.                    | فاليريو كونتي       | إيطاليا       | فريق الإمارات           | + 22 ث        |
| 4.                    | رمكو أفينبول        | بلجيكا        | Deceuninck-Quick Step   | + 22 ث        |
| 5.                    | بيتر ساجان          | سلوفاكيا      | بورا هانسغروه           | + 26 ث        |
| 6.                    | فيليكس جروس شارتنر  | النمسا        | بورا هانسغروه           | + 26 ث        |
| 7.                    | وينر أنكونا         | كولومبيا      | موفيستار                | + 26 ث        |
| 8.                    | لوريانو روساس ‏      | الأرجنتين     | Asociación Civil Mardan | + 40 ث        |
| 9.                    | أوسكار سبييا ريبيرا | إسبانيا       | Medellín                | + 41 ث        |
| 10.                   | سيموني كونسوني      | إيطاليا       | فريق الإمارات           | + 44 ث        |
| مصدر: ProCyclingStats |                     |               |                         |               |

### مرحلة 5
هي مرحلة جبلية، أجريت في 1 فبراير 2019 فاز بالمرحلة وينر أنكونا، ومتصدر الترتيب العام في نهاية المرحلة وينر أنكونا.
| التصنيف العام         | التصنيف العام       | التصنيف العام | التصنيف العام         | التصنيف العام      |
| الدراج                | الدراج              | البلد         | الفريق                | الوقت              |
| --------------------- | ------------------- | ------------- | --------------------- | ------------------ |
| 1.                    | وينر أنكونا         | كولومبيا      | موفيستار              | 16 س 01 دقيقة 08 ث |
| 2.                    | جوليان ألافيليب     | فرنسا         | Deceuninck-Quick Step | + 41 ث             |
| 3.                    | أوسكار سبييا ريبيرا | إسبانيا       | Medellín              | + 57 ث             |
| 4.                    | فاليريو كونتي       | إيطاليا       | فريق الإمارات         | + 1 دقيقة 03 ث     |
| 5.                    | فيليكس جروس شارتنر  | النمسا        | بورا هانسغروه         | + 1 دقيقة 13 ث     |
| 6.                    | ريتشارد كاراباز     | الإكوادور     | موفيستار              | + 1 دقيقة 20 ث     |
| 7.                    | نيكولاس باريديس     | كولومبيا      | Medellín              | + 1 دقيقة 24 ث     |
| 8.                    | نيرو كوينتانا       | كولومبيا      | موفيستار              | + 1 دقيقة 29 ث     |
| 9.                    | رمكو أفينبول        | بلجيكا        | Deceuninck-Quick Step | + 1 دقيقة 36 ث     |
| 10.                   | تيسج بنوت           | بلجيكا        | لوتو سودال            | + 1 دقيقة 38 ث     |
| مصدر: ProCyclingStats |                     |               |                       |                    |

### مرحلة 6
هي مرحلة مسطحة، أجريت في 2 فبراير 2019 فاز بالمرحلة Nicolás Tivani ‏، ومتصدر الترتيب العام في نهاية المرحلة وينر أنكونا.
| التصنيف العام         | التصنيف العام       | التصنيف العام | التصنيف العام         | التصنيف العام      |
| الدراج                | الدراج              | البلد         | الفريق                | الوقت              |
| --------------------- | ------------------- | ------------- | --------------------- | ------------------ |
| 1.                    | وينر أنكونا         | كولومبيا      | موفيستار              | 19 س 14 دقيقة 55 ث |
| 2.                    | جوليان ألافيليب     | فرنسا         | Deceuninck-Quick Step | + 35 ث             |
| 3.                    | أوسكار سبييا ريبيرا | إسبانيا       | Medellín              | + 57 ث             |
| 4.                    | فاليريو كونتي       | إيطاليا       | فريق الإمارات         | + 1 دقيقة 03 ث     |
| 5.                    | فيليكس جروس شارتنر  | النمسا        | بورا هانسغروه         | + 1 دقيقة 13 ث     |
| 6.                    | ريتشارد كاراباز     | الإكوادور     | موفيستار              | + 1 دقيقة 20 ث     |
| 7.                    | نيكولاس باريديس     | كولومبيا      | Medellín              | + 1 دقيقة 24 ث     |
| 8.                    | نيرو كوينتانا       | كولومبيا      | موفيستار              | + 1 دقيقة 29 ث     |
| 9.                    | رمكو أفينبول        | بلجيكا        | Deceuninck-Quick Step | + 1 دقيقة 36 ث     |
| 10.                   | تيسج بنوت           | بلجيكا        | لوتو سودال            | + 1 دقيقة 38 ث     |
| مصدر: ProCyclingStats |                     |               |                       |                    |

### مرحلة 7
هي مرحلة مسطحة، أجريت في 3 فبراير 2019 فاز بالمرحلة سام بينيت، ومتصدر الترتيب العام في نهاية المرحلة وينر أنكونا.
| التصنيف العام         | التصنيف العام | التصنيف العام | التصنيف العام | التصنيف العام |
| الدراج                | الدراج        | البلد         | الفريق        | الوقت         |
| --------------------- | ------------- | ------------- | ------------- | ------------- |
| مصدر: ProCyclingStats |               |               |               |               |

## التصنيف العام النهائي
| التصنيف العام         | التصنيف العام       | التصنيف العام | التصنيف العام         | التصنيف العام      |
| الدراج                | الدراج              | البلد         | الفريق                | الوقت              |
| --------------------- | ------------------- | ------------- | --------------------- | ------------------ |
| 1.                    | وينر أنكونا         | كولومبيا      | موفيستار              | 22 س 09 دقيقة 21 ث |
| 2.                    | جوليان ألافيليب     | فرنسا         | Deceuninck-Quick Step | + 35 ث             |
| 3.                    | أوسكار سبييا ريبيرا | إسبانيا       | Medellín              | + 57 ث             |
| 4.                    | فاليريو كونتي       | إيطاليا       | فريق الإمارات         | + 1 دقيقة 03 ث     |
| 5.                    | فيليكس جروس شارتنر  | النمسا        | بورا هانسغروه         | + 1 دقيقة 13 ث     |
| 6.                    | ريتشارد كاراباز     | الإكوادور     | موفيستار              | + 1 دقيقة 20 ث     |
| 7.                    | نيكولاس باريديس     | كولومبيا      | Medellín              | + 1 دقيقة 24 ث     |
| 8.                    | نيرو كوينتانا       | كولومبيا      | موفيستار              | + 1 دقيقة 29 ث     |
| 9.                    | رمكو أفينبول        | بلجيكا        | Deceuninck-Quick Step | + 1 دقيقة 36 ث     |
| 10.                   | تيسج بنوت           | بلجيكا        | لوتو سودال            | + 1 دقيقة 38 ث     |
| مصدر: ProCyclingStats |                     |               |                       |                    |

### تصنيف الجبال
| تصنيف الجبال          | تصنيف الجبال      | تصنيف الجبال | تصنيف الجبال                                 | تصنيف الجبال |
| الدراج                | الدراج            | البلد        | الفريق                                       | الوقت        |
| --------------------- | ----------------- | ------------ | -------------------------------------------- | ------------ |
| 1.                    | Daniel Zamora ‏    | الأرجنتين    | Asociación Civil Agrupación Virgen de Fátima | 30 نقطة      |
| 2.                    | نيكولاس باريديس   | كولومبيا     | Medellín                                     | 26 نقطة      |
| 3.                    | Facundo Cattapan ‏ | الأرجنتين    | Municipalidad de Rawson-Somos Todos          | 16 نقطة      |
| 4.                    | Royner Navarro ‏   | بيرو         | بيرو                                         | 13 نقطة      |
| 5.                    | وينر أنكونا       | كولومبيا     | موفيستار                                     | 10 نقطة      |
| مصدر: ProCyclingStats |                   |              |                                              |              |

## تصنيف الفرق

### الفرق حسب الوقت
| تصنيف الفرق حسب الوقت | تصنيف الفرق حسب الوقت                        | تصنيف الفرق حسب الوقت | تصنيف الفرق حسب الوقت |
| الفريق                | الفريق                                       | البلد                 | الوقت                 |
| --------------------- | -------------------------------------------- | --------------------- | --------------------- |
| 1.                    | موفيستار                                     | إسبانيا               | 66 س 31 دقيقة 02 ث    |
| 2.                    | Medellín                                     | كولومبيا              | + 1 دقيقة 01 ث        |
| 3.                    | Asociación Civil Agrupación Virgen de Fátima | الأرجنتين             | + 3 دقيقة 35 ث        |
| 4.                    | Androni Giocattoli-Sidermec                  | إيطاليا               | + 4 دقيقة 46 ث        |
| 5.                    | Nippo-Vini Fantini-Faizanè                   | إيطاليا               | + 6 دقيقة 30 ث        |
| مصدر: ProCyclingStats |                                              |                       |                       |

## تصانيف فرعية

### تصنيف أفضل عداء
| تصنيف أفضل عداء       | تصنيف أفضل عداء        | تصنيف أفضل عداء | تصنيف أفضل عداء                              | تصنيف أفضل عداء |
| الدراج                | الدراج                 | البلد           | الفريق                                       | الوقت           |
| --------------------- | ---------------------- | --------------- | -------------------------------------------- | --------------- |
| 1.                    | Maximiliano Navarrete ‏ | الأرجنتين       | الأرجنتين                                    | 11 نقطة         |
| 2.                    | Daniel Zamora ‏         | الأرجنتين       | Asociación Civil Agrupación Virgen de Fátima | 10 نقطة         |
| 3.                    | Gerardo Tivani ‏        | الأرجنتين       | Municipalidad de Pocito                      | 5 نقطة          |
| 4.                    | Adrián Richeze ‏        | الأرجنتين       | Asociación Civil Agrupación Virgen de Fátima | 4 نقطة          |
| 5.                    | Nicolás Tivani ‏        | الأرجنتين       | Asociación Civil Agrupación Virgen de Fátima | 4 نقطة          |
| مصدر: ProCyclingStats |                        |                 |                                              |                 |

### تصنيف أفضل شاب
| تصنيف أفضل شاب        | تصنيف أفضل شاب           | تصنيف أفضل شاب | تصنيف أفضل شاب                  | تصنيف أفضل شاب     |
| الدراج                | الدراج                   | البلد          | الفريق                          | الوقت              |
| --------------------- | ------------------------ | -------------- | ------------------------------- | ------------------ |
| 1.                    | رمكو أفينبول             | بلجيكا         | Deceuninck-Quick Step           | 22 س 10 دقيقة 57 ث |
| 2.                    | Gino Mäder ‏              | سويسرا         | دايمنشن داتا                    | + 2 ث              |
| 3.                    | Sebastián Castaño ‏       | كولومبيا       | Petroli Firenze-Maserati-Hopplà | + 54 ث             |
| 4.                    | أليخاندرو أوسوريو (دراج) | كولومبيا       | Nippo-Vini Fantini-Faizanè      | + 3 دقيقة 52 ث     |
| 5.                    | Filippo Conca ‏           | إيطاليا        | Biesse Carrera Gavardo          | + 5 دقيقة 47 ث     |
| مصدر: ProCyclingStats |                          |                |                                 |                    |

## وصلات خارجية
- الموقع الرسمي
- لمحة عن سباق فولتا سان خوان 2019 على موقع  ProCyclingStats   (برو  سايكلنج  ستاتس) - إحصاءات  محترفي  الدراجات.

- فولتا سان خوان 2019 على موقع إحصائيات الدراجات الإحترافية (الإنجليزية)